# Ochotona macrotis
Thỏ cộc tai to (Ochotona macrotis) (tiếng Anh: Large-Eared Pika) là một loài động vật có vú nhỏ trong Họ Ochotonidae của Bộ Thỏ. Chúng được tìm thấy ở các khu vực miền núi của Afghanistan, Trung Quốc, Ấn Độ, Kazakhstan, Kyrgyzstan, Nepal, Pakistan và Tajikistan. Chúng làm tổ giữa các tảng đá. Loài này được Günther mô tả vào năm 1875.